# Mural G-333
Mural G-333 és un mural fet per Chillida i que està ubicat al barri del Raval de Barcelona, al davant del MACBA. De fet, forma part de la seva col·lecció d'art públic. Va ser realitzat el 1998, tres anys després de la inauguració de l'edifici que allotja el MACBA i quatre anys abans de morir.

## Història
En totes les seves intervencions públiques, l'escultor donava molta importància a la ubicació. Quan es va desplaçar a Barcelona per supervisar la instal·lació de l'obra, va explicar que en visitar el museu per primera vegada, li havia semblat que la zona que envolta l'edifici blanc de l'arquitecte Richard Meier tenia un punt dèbil: la paret mitjanera situada en un dels extrems laterals del recinte i que separa el museu de la resta del barri. Va considerar que no integrava bé el museu amb el conjunt del barri. D'aquí que, quan se li va demanar de fer una obra per a l'exterior de l'edifici, va optar per un mural ceràmic per a aquest mur de formigó i va decidir situar-lo a tres metres d'alçada. Barcelona, Mural G-333 és el primer gran mural ceràmic realitzat per l'artista en la seva dilatada carrera.
L'obra es va dur a terme al taller de Hans Spinner –ceramista alemany molt respectat per Chillida– a Grassa, al sud de França, on l'escultor va fer la major part de les seves peces ceràmiques. Després de coure a 1.300 graus les plaques de formigó refractari que formen el mural, Chillida les va pintar amb òxid de coure i després les va tornar a coure a 1.120 graus. En aquest procés de doble cocció, l'òxid va adquirir un color negre característic i l'obra va prendre una textura entre l'escultura i el gravat. I és que l'ús que fa Chillida de terres i matèries subjectes a cocció no correspon en absolut al concepte tradicional de ceràmica, sinó més aviat al d'assaig arquitectònic.

## Anàlisi
El mural de Chillida per al MACBA condensa el llenguatge propi de l'escultor i el seu concepte d'abstracció. La simplicitat és un dels punts centrals d'una manera d'entendre l'art que tendeix a eliminar tot element superflu o retòric de la imatge. En tota l'obra de Chillida, com s'observa també en el mural Barcelona, Mural G-333, destaca la modulació d'espais i el joc de relacions entre el ple i el buit, un buit que de vegades es converteix en signe. Quant al dibuix del mural, manté la tipologia dels darrers treballs de l'artista, en què el poder d'un grafisme fosc i les delimitacions cromàtiques negres reflecteixen una recerca bàsica sobre el volum i la seva ocupació de l'espai. Octavio Paz, gran coneixedor de l'obra de Chillida, apuntava que, tant si l'escultor treballava amb terra, ferro, fusta, formigó, alabastre o altres materials, «tots diuen el mateix: espai».